# Sărata
Sărata (în germană Sarata, în rusă Сарата, în ucraineană Сарата, transliterat Sarata) este un oraș în regiunea Odesa (Ucraina) din raionului Cetatea Albă. Este situat la o distanță de 141 km vest de orașul Odesa, la 95 km nord-est de Ismail și la 65 km vest de Cetatea Albă. Prin orașul Sărata trece autostrada M15 (drumul european E87), între Odesa și Antalya.
Orașul este situat la o altitudine de 20 metri, în partea de sud-vest a raionului Sărata. Teritoriul localității este traversat de râul Sărata care se varsă în Limanul Sasic, la 20 km mai la sud, în dreptul localității Tropoclo. Are 5,008 locuitori, în majoritate ucraineni.

## Denumirea localității
Emigranții germani și-au denumit colonia după râul Sărata, pe malurile căruia și-au construit case. Numele râului provine de la cuvântul românesc "sare".

## Istoric
În secolul al XVIII-lea, pe teritoriul actualei localități a existat o tabără a tătarilor nogai, cu numele de Gura-Kuruder (în rusă Гура-Курудер).
Prin Tratatul de pace de la București, semnat pe 16/28 mai 1812, între Imperiul Rus și Imperiul Otoman, la încheierea războiului ruso-turc din 1806 – 1812, Rusia a ocupat teritoriul de est al Moldovei dintre Prut și Nistru, pe care l-a alăturat Ținutului Hotin și Basarabiei/Bugeacului luate de la turci, denumind ansamblul Basarabia (în 1813) și transformându-l într-o gubernie împărțită în zece ținuturi (Hotin, Soroca, Bălți, Orhei, Lăpușna, Tighina, Cahul, Bolgrad, Chilia și Cetatea Albă, capitala guberniei fiind stabilită la Chișinău).
Pentru a-și consolida stăpânirea asupra Basarabiei, autoritățile țariste au sprijinit stabilirea în sudul Basarabiei a coloniștilor de diverse etnii. Fiecare familie a primit de la stat 60 ha teren cu drept de transmitere către moștenitori, fiind scutiți pe 50 de ani de toate impozitele și de serviciul militar obligatoriu și fiindu-le garantată libertatea religiei.

### Contextul din Germania
Ignaz Lindl (1774-1845) a fost un preot catolic carismatic. Când a predicat la Gundremmingen, el a intrat în contact cu partizanii mișcării de reînnoire din Allgäu. Această mișcare ecumenică de sorginte catolică a contribuit la formarea, exprimarea sub forma predicării publice și apărarea proprietății comune ca în ritualurile stricte bănuite ca aparținând creștinismului timpuriu. Deoarece Lindl își pierduse parohia în anul 1818 prin decretul regelui Maximilian I Iosif al Bavariei, el a înființat o comunitate nouă la Gundremmingen și a trebuit să plece acolo, unde a predicat în fața a mii de oameni. Lindl s-a întâlnit cu țarul rus Alexandru I, care se afla în acel timp în Germania. Țarul, fiind prieten al mișcării renascentiste creștine, i-a oferit un refugiu lui Lindl.
A predicat mai întâi la Sankt Petersburg (Rusia). El s-a dovedit capabil să exprime dorința țarului de a se întemeia o comunitate în sudul Rusiei, pe un teritoriu din Regiunea Odesa. În anul 1820, totuși, el nu reușise să-i facă pe credincioșii catolici din oraș să adere la ideile sale. Așa că a revenit în țara sa natală și a început, cu ajutorul negustorului bogat Christian Friedrich Werner (1759-1823) din Schorndorf (Württemberg) și a asociatului său, Gottlieb Veygel, să promoveze emigrarea în Basarabia. Apoi, împreună cu enoriașii săi și cu ceasornicarul Alois Schertzinger, a întemeiat noua colonie Sărata.

### Întemeierea coloniei Sărata

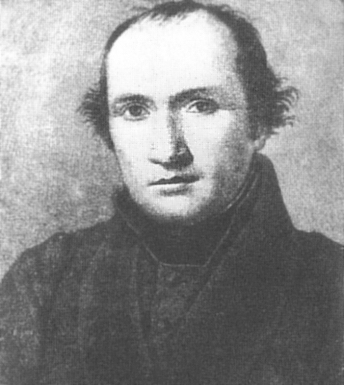
Fondatorul localităţii, preotul Ignaz Lindl.

Colonia Sărata a fost înființată în anul 1822 ca urmare a faptului că țarul rus Alexandru I a pus la dispoziție un teren de 16.000 desetine (aproximativ 18.000 ha) din Basarabia pentru înființarea de sate de coloniști germani basarabeni. Colonia a fost întemeiată propriu-zis de către aproximativ 70 de familii (63 de familii și 9 persoane necăsătorite) de emigranți din Bavaria și Württemberg, precum și de conducătorul lor, preotul Ignaz Lindl. Coloniștii erau atât de religie catolică, cât și de religie protestantă.
Emigranții au sosit aici la 19 martie 1822 cu căruțe cu coviltir, mergând de-a lungul râului Sărata. S-au oprit în jurul unei fântâni alimentate de la un izvor subteran, pe malul drept al râului. Ei au denumit tabăra Sărata, după numele râului care curgea pe acolo. În jurul fântânii, grupul de coloniști a început să-și construiască corturi, căsuțe și hambare. Deoarece apa este considerată a fi o sursă a vieții, fântâna a fost inclusă pe stema localității Sărata.
Bogatul negustor Christian Friedrich Werner (1759-1823) din Schorndorf a venit aici la vârsta de 63 de ani, murind un an mai târziu, la Sărata. Werner și-a lăsat marea avere comunității germane care, printre altele, a construit în 1844 o școală, denumită ulterior Școala Werner. Aceasta a fost prima școală de pregătire a profesorilor de limba germană din Imperiul Țarist și singura de acest fel din Basarabia.
Lindl cu carisma sa și cu numărul mare de credincioși - în Germania, Sankt Petersburg și Basarabia veneau până la 10.000 de oameni să-i asculte predicile - a avut, de asemenea, și dușmani. Ei l-au reclamat țarului că răzvrătește poporul și conduce o sectă religioasă. La acestea s-a adăugat faptul că el (deși era preot catolic) s-a căsătorit cu menajera sa. În anul 1823, țarul a poruncit expulzarea lui Lindl din Rusia. Proprietarul companiei Werner, Gottlieb Veygel, a fost numit în funcția de primar, devenind conducător al comunității germane din Sărata, deși era de religie protestantă. El a pus capăt regimului comunității de bunuri (devălmășiei), inițiate de Lindl, și a împărțit terenurile familiilor de emigranți. Pe lotul inițial de teren de la Sărata de 16.000 desetine au apărut, de asemenea, în jurul anului 1830, și alte sate de coloniști germani din Basarabia: Gnadental și Lichtental.
În urma Tratatului de la Paris din 1856, care încheia Războiul Crimeii (1853-1856), Rusia a retrocedat Moldovei o fâșie de pământ din sud-vestul Basarabiei (cunoscută sub denumirea de Cahul, Bolgrad și Ismail). Satul Sărata a rămas pe teritoriul Rusiei. Cu timpul, localitatea s-a dezvoltat economic.
În 1874, a fost construită în sat o moară cu aburi. În 1886, s-a deschis un atelier mecanic, care producea mașini agricole (prese, batoze, râșnițe, teascuri), fiind angajați 140 de muncitori.

### Perioada interbelică
În anul 1917, Republica Democratică Moldovenească și-a proclamat independența în granițele Basarabiei, incluzând și localitatea Sărata.
După Unirea Basarabiei cu România la 27 martie 1918, satul Sărata a făcut parte din componența României, în Plasa Tatar-Bunar a județului Cetatea Albă. Ulterior, prin reorganizarea județului, comuna Sărata (noua denumire a localității) a fost inclusă în Plasa Sărata, dar nu a avut rolul de reședință de plasă. Pe atunci, majoritatea populației era formată din germani, existând și comunități mai mari de evrei și ucraineni. La recensământul din 1930, s-a constatat că din cei 2.661 locuitori din sat, 1.948 erau germani (73.21%), 316 evrei (11.88%), 173 ucraineni (6.50%), 89 ruși (3.34%), 75 români (2.82%), 38 bulgari (1.43%), 13 polonezi, 3 cehi, 2 armeni, 1 ungur și 1 sârb.
În perioada interbelică, au funcționat aici o gară de cale ferată, un spital de stat, un orfelinat și un azil de bătrâni . Aici a existat și Fabrica de mașini agricole “Iacob Staib”.
În anul 1924, localitatea Sărata (aflată la 24 km nord de Tatarbunar) nu a fost ocupată de insurgenții bolșevici care declanșaseră o acțiune teroristă, cunoscută ca Răscoala de la Tatarbunar. Rebeliunea lor nu a fost susținută de țăranii români din Basarabia și de coloniștii germani.
În noaptea de 15/16 septembrie, comandantul postului de jandarmi din Achmanghit a reușit să fugă în satul Sărata, unde a strâns un grup de 40 de voluntari de etnie germană. În dimineața zilei de 16, voluntarii au deschis focul asupra rebelilor conduși de Ivan Bejan și au luptat câteva ore până când comuniștii au auzit că se apropia armata și s-au retras spre Tatarbunar . Pentru înăbușirea rebeliunii, guvernul României a trimis trupe de artilerie din Corpul III al Armatei Române și o unitate de marină. Primele unități militare de la Cetatea Albă au ajuns în zonă în seara zilei de 16 septembrie 1924 și s-au luptat cu rebelii la podul dintre Tatarbunar și Achmanghit, împușcându-l mortal pe Ivan Bejan (Kolțov).
Ca urmare a Pactului Ribbentrop-Molotov (1939), Basarabia, Bucovina de Nord și Ținutul Herța au fost anexate de către URSS la 28 iunie 1940. După ce Basarabia a fost ocupată de sovietici, Stalin a dezmembrat-o în trei părți. Astfel, la 2 august 1940, a fost înființată RSS Moldovenească, iar părțile de sud (județele românești Cetatea Albă și Ismail) și de nord (județul Hotin) ale Basarabiei, precum și nordul Bucovinei și Ținutul Herța au fost alipite RSS Ucrainene. La 7 august 1940, a fost creată regiunea Ismail, formată din teritoriile aflate în sudul Basarabiei și care au fost alipite RSS Ucrainene . În componența regiunii respective a fost înființat și raionul Sărata, cu reședința în localitatea omonimă.
În septembrie 1940, la apelul lansat de Germania nazistă, membrii comunității germanilor basarabeni s-au repatriat în Germania. În Basarabia au rămas numai 2.000 din cei aproximativ 93.000 de germani. Rămase pustii, satele germane au fost populate cu ucraineni sosiți din România sau din alte zone .

### Perioada postbelică
În perioada 1941-1944, toate teritoriile anexate anterior de URSS au reintrat în componența României. În anul 1944, URSS a reocupat cele trei teritorii anexate în urma ultimatumului din 26 iunie 1940, iar sudul Basarabiei a fost integrat în componența RSS Ucrainene, conform organizării teritoriale făcute de Stalin după anexarea din 1940, când Basarabia a fost ruptă în trei părți.
În anul 1954, Regiunea Ismail a fost desființată, iar localitățile componente au fost incluse în Regiunea Odesa. Raionul Sărata a fost menținut ca raion al noii regiuni. În anul 1957, Sărata a primit statutul de așezare urbană (orășel). Însă, în februarie 1963, au fost desființate raioanele Arciz, Cetatea Albă, Chilia, Reni și Sărata. Totuși, în ianuarie 1965, Prezidiul Sovietului Suprem al URSS a hotărât reînființarea mai multor raioane, printre care și raionul Sărata.
Începând din anul 1991, orașul Sărata a devenit centru administrativ al raionului omonim al regiunii Odesa din cadrul Ucrainei independente. În prezent, populația orașului este formată în principal din ucraineni.

## Economie
În Sărata există o întreprindere mecanică, o turnătorie, ferme agricole individuale, precum și un combinat vinicol.

## Demografie
Componența lingvistică a așezării de tip urban Sărata
     Rusă (50,26%)
     Ucraineană (43,77%)
     Bulgară (3,08%)
     Română (2,14%)
     Alte limbi (0,75%)
Conform recensământului din 2001, majoritatea populației așezării de tip urban Sărata era vorbitoare de rusă (50,26%), existând în minoritate și vorbitori de ucraineană (43,77%), bulgară (3,08%) și română (2,14%).
- 1930: 2.661 (recensământ)
- 2001: 5.229 (recensământ)
- 2004: 5.008 (estimare)